# Ураясу
Ураясу (яп. 浦安市 Ураясу-си) — город в Японии, находящийся в префектуре Тиба. По состоянию на 1 ноября 2020 года население составляет 170,533 человек, объединенных в 81,136 домохозяйств. Плотность населения составляет 9,900 человек на км2. Наибольшую известность получил из-за открытия в городе в 1983 году тематического парка Tokyo Disney Resort. 

## Географическое положение
Город расположен на острове Хонсю в северо-западной части префектуры Тиба региона Канто и располагается в 10—20 км от центра Токио. С ним граничит город Итикава.

## Население
Население города составляет 163 114 человек (1 августа 2014), а плотность — 9434,01 чел./км². Изменение численности населения с 1980 по 2005 годы:
| 1980 | 64 673 чел.  |  |
| 1985 | 93 756 чел.  |  |
| 1990 | 115 675 чел. |  |
| 1995 | 123 654 чел. |  |
| 2000 | 132 984 чел. |  |
| 2005 | 155 290 чел. |  |

## Символика
Деревом города считается гинкго, цветком — рододендрон.